# 工務交通局 (琉球政府)
工務交通局（こうむこうつうきょく）は、琉球政府の行政事務部局のひとつ。地域のインフラ整備を所管した。
1953年4月1日の機構改革において工務局や運輸局や郵政局の業務を統合したものである。1961年8月1日に建設運輸局に改称された。

## 所掌事務
工務交通局の所掌事務は以下の通りである（1953年4月1日現在）。
- 土木に関すること
- 建築に関すること
- 都市計画に関すること
- 港湾に関すること
- 運輸に関すること
- 公益事業に関すること
- 気象に関すること
- 郵政事業及び電信電話事業に関すること

## 組織
工務交通局の組織は以下の通りである（1953年4月1日現在）。外局はない。

### 内部部局
- 庶務課
- 土木課
- 建築課
- 電力課
- 陸運課
- 海運課
- 郵務課
- 電務課
- 郵便経理課
- 資材課

### 支分部局
- 工務出張所
- 港務所
- 中央郵便局
- 中央電報局
- 郵便局
- 電気通信工事局
- 貯金管理局
- 無線電報局

### 附属機関
- 機械工場
- 資材集積所
- 車両管理所
- 気象台